# علي يعتة
علي يعتة (25 أغسطس 1920 - 13 أغسطس 1997)، هو سياسي وزعيم شيوعي مغربي.‘‘

## النشأة والدراسة

### النشأة
ولد علي يعتة يوم 25 أغسطس 1920 في مدينة طنجة لأب جزائري الأصل ينحدر من منطقة القبائل استقر بمدينة عام 1911، وأم من منطقة الريف شمال المغرب. في تلك الفترة كانت طنجة -بحكم التقسيم الاستعماري- ذات نظام دولي بحيث تحتضن ممثليات دبلوماسية ومصالح اقتصادية وجنسيات مختلفة.، بعد أن أكمل والده (سي سعيد) المنحدر من منطقة القبائل في الجزائر دراساته العليا في القانون في جامعة الأزهر في القاهرة، غادر الجزائر تحت وطأة الحكم الاستعماري الفرنسي «إلى غير رجعة» ليستقر عام 1911 في مدينة طنجة قبل أن تصبح محمية إسبانية - فرنسية، حيث أصبح مترجما في المجلس الدولي للتبغ. والدته فاطمة بن عمار، من منطقة الريف في شمال المغرب.
لم يحمل الجنسية الجزائرية بالمعنى القانوني للمصطلح. السبب الأول، كافي في حد ذاته، يكمن في مكان ولادته، والثاني هو أن الجزائر لم تكن وقتها دولة تتمتع بالسيادة الكاملة قبل استقلالها في عام 1962، وقد أثبت علي يعته انتماءه طول حياته للمغرب.

### الدراسة
التحق علي يعتة في الرابعة من عمره بكتاب قرآني كان يسيره الفقيه المرابط الجبلي، وفي الثامنة من العمر تسجل علي يعتة في المدرسة الابتدائية الفرنسية- العربية، بحي مرشان التي كان يديرها الأستاذ الفرنسي نوناصي، تواجدت بها ثلة من الأساتذة الأمجاد، على رأسهم الشيخ عبد الله كنون، الذي أصبح بعد الاستقلال، الأمين العام لرابطة علماء المغرب.
في سنة 1933 انتقل علي يعتة، صحبة عائلته إلى مدينة الدار البيضاء، وفي هذه السنة، دخل علي يعتة ثانوية ليوطي ومكث فيها إلى سنة 1941. ولم يكن إذ ذاك في هذه الثانوية سوى عدد قليل من الشبان المغاربة، لا يتجاوز عادة العشرة، منهم عبد اللطيف بن جلون وبوبكر بومهدي ومحمد الشرقاوي.
وخلال الفترة التي قضاها علي يعتة في ثانوية ليوطي كان يدرس خارجها اللغة العربية على يد الشيخ مولاي أحمد السباعي الشنقيطي، وعلى يد الشيخ أحمد الحمداوي مدير مدرسة النجاح.
في سنة 1942 حصل علي يعتة من كلية الآداب بالجزائر على شهادة الدراسات التطبيقية العربية (بالفرنسية: études pratiques arabes)‏ ثم شهادة أصول العربية (بالفرنسية: philologie arabe)‏ سنة 1943 من نفس الكلية.

## المشوار السياسي
انضم إلى الحزب الشيوعي المغربي في سنة 1944 فبدأت سلطات الاستعمار الفرنسي المضايقات بتهم مختلفة، نفي يعتة مرات عديدة، وقضى بسبب محاولاته العودة إلى المغرب، فترات حبسية توزعت مكانيا بين:
- الدار البيضاء (سجن اغبيلة)
- الجزائر (سجن بربروس)
- مارسيليا (سجن لي بوميط)

في عام 1945، وبدلاً من الفرنسي ليون سلطان، شغل علي يعتة
عام 1960، مُنع الحزب الشيوعي، وبعد ثلاث سنوات اجتمع سريا و كانت من بين نتائج الاجتماع، بناءً على تقرير سياسي قدمه يعتة، الارتباط المتين بالواقع المغربي والتركيز على كل القضايا المغربية فسجنته السلطات المغربية بالدارالبيضاء بمعتقل درب مولاي الشريف في سنة 1963.
حُظر الحزب مرة ثانية، وحكم على يعتة بالحبس النافذ لعشرة أشهر،الرباط بسجن العلو في 1969-1970 بيد أن الحزب استمر في عمله بكيفية سرية رغم الحظر إلى أن جمع عام 1972، لقاء بين يعتة والملك الحسن الثاني.
بعد سنتين، وعلى أنقاض الحزب المحظور، أُسّس حزب جديد يحمل “التقدم والاشتراكية”، انتخب يعتة أمينا عاما له مرة أخرى. ثم عام 1977، تقدم للانتخابات التشريعية، ففاز في دائرة المدينة القديمة للدار البيضاء. دائرة ترشح فيها، ثانية، عام 1984 وعام 1993.
يحكى أن الملك الحسن الثاني كان إذا أراد أن يمازح يعتة، ناداه بـ”الحاج الشيوعي”؛ فقد عرف الأخير رغم فكره الشيوعي بختم مداخلاته البرلمانية بترديد الآية القرآنية “وقل اعملوا فسيرى الله عملكم…”.
ساهم حزبه سنة 1990 في ملتمس الرقابة ضد حكومة العراقي مع حزبي الاستقلال و الاتحاد الاشتراكي.

## حياته العائلية
تزوج علي يعته بروزاليا و رزقا بأربعة أطفال، التوئمان نادر وفهد، وابنتان: ليلى وسامية. توفي نادر، الذي كان يعمل صحفيا، في عام 1996 بسرطان الرئة.

## وفاته
توفي علي يعتة يوم 13 أغسطس 1997 إثر حادثة سير أمام مقر جريدة البيان التابعة لحزب التقدم والاشتراكية‘.

## مؤلفاته
“بعد تحرير الجزائر، مراحل توحيد المغرب العربي” سنة 1962.
“من أجل انتصار الثورة الوطنية الديمقراطية” 1975